# Кристофър Шоулс
Кристофър Ладам Шоулс (на английски: Christopher Latham Sholes) е американски изобретател, допринесъл за развитието на пишещата машина.
Патентованият от него (със Самюъл Соул и Карлос Глидън) през 1868 г. модел е първият, при който скоростта на писане с машина надхвърля тази на писане на ръка.
Сред нововъведенията на Шоулс е и клавиатурната подредба QWERTY, която се използва и днес при компютърните клавиатури.